# Rasahus scutellaris
Rasahus scutellaris är en insektsart som först beskrevs av Fabricius 1787.  Rasahus scutellaris ingår i släktet Rasahus och familjen rovskinnbaggar. Inga underarter finns listade i Catalogue of Life.